# Lamar County (Alabama)
Lamar County is een county in de Amerikaanse staat Alabama.
De county heeft een landoppervlakte van 1.567 km² en telt 15.904 inwoners (volkstelling 2000). De hoofdplaats is Vernon.

## Bevolkingsontwikkeling

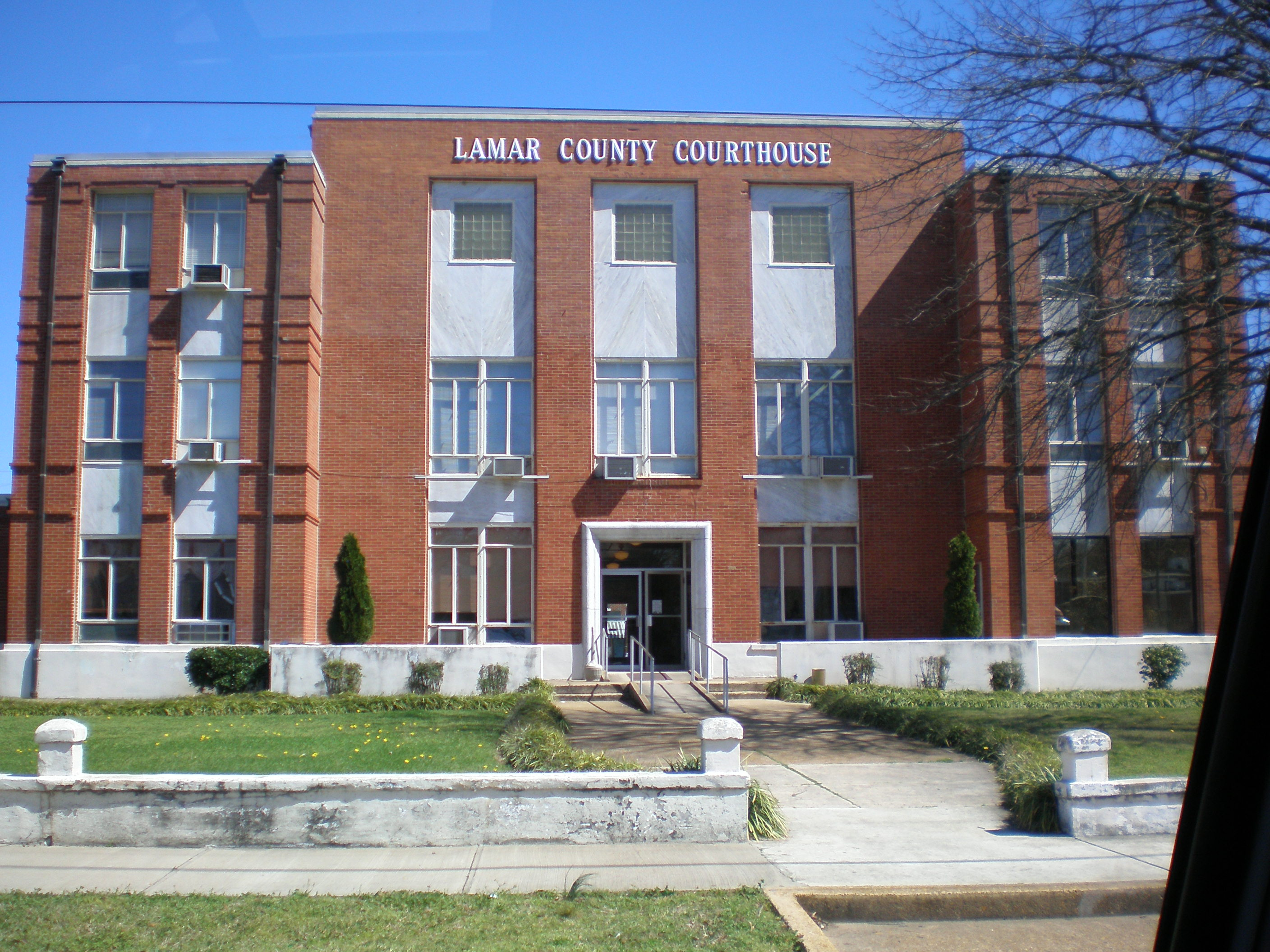
Lamar County Courthouse